# Wind & Wuthering
Wind & Wuthering osmi je studijski album britanskog sastava Genesis.

## Popis pjesama
Strana A
1. "Eleventh Earl of Mar"– 7:39
2. "One for the Vine" – 9:59
3. "Your Own Special Way" – 6:15
4. "Wot Gorilla?" – 3:12

Strana B
1. "All in a Mouse's Night" – 6:35
2. "Blood on the Rooftops" – 5:20
3. "Unquiet Slumbers for the Sleepers…" – 2:23
4. "…In That Quiet Earth" – 4:50
5. "Afterglow" – 4:10

## Izvođači
- Phil Collins - vokal, bubnjevi, udaraljke
- Steve Hackett – gitara
- Tony Banks – klavijature
- Mike Rutherford – bas-gitara i gitara